# Obertura sobre temas hebreos
Serguéi Prokófiev escribió la Obertura sobre temas hebreos en 1919, durante un viaje que realizó a los Estados Unidos. Está escrita para la relativamente poco frecuente instrumentación de clarinete, piano y cuarteto de cuerdas.

## Concepción
Prokófiev llegó a Nueva York en septiembre de 1918. En general, sus años en Estados Unidos no fueron tan satisfactorios como esperaba:

«El público de aquí no está habituado a escuchar las obras de un solo compositor durante toda la velada. Quieren un programa variado como una muestra de piezas populares. Rajmáninov ha aceptado este compromiso. No puedo ni soñar con el arrollador éxito que tiene en sus conciertos».

Sin embargo, pudo procurarse apariciones frecuentes en las salas de concierto estadounidenses.Aunque Rajmáninov era el más prominente de los pianistas rusos en Estados Unidos (desde 1909-1910), Prokófiev dio varios conciertos esa temporada de sus propias obras y recalcó su imagen como pianista.
A principios de 1919, recibió un encargo del grupo judío, Simro (Zimro), que emigró de la Unión Soviética. (Los miembros tocaban los mismos instrumentos que los que se emplean esta obra). Le dieron a Prokófiev una libreta con canciones populares judías y Prokófiev la completó muy rápido. Fue estrenada en Nueva York en 1920, con Prokófiev al piano. Esta obra fue más tarde orquestada en 1924 como Op. 34b, aunque la versión orquestada no se interpreta tan a menudo.

## Movimientos
Su estructura sigue la forma de una obertura convencional. Está escrita en la tonalidad de do menor. El clarinete y el violonchelo destacan en la pieza, al introducir el primer y segundo tema, respectivamente. Sin embargo, todos los instrumentos están equilibrados y cada instrumento toca ambos temas, casi siempre en imitación. La parte de piano, de manera curiosa, no es muy difícil en comparación con muchas de las virtuosísticas obras para piano; el pianista del conjunto Simro era probablemente un aficionado.
La música popular judía tiene una cualidad paradójicamente feliz y casi trágica a la vez que festiva, que bastantes autores, entre ellos Shostakóvich, encontraron con mucha fuerza. El primer tema, un poco allegro, tiene un ritmo saltarín y festivo, dándole un aire agitanado. También tiene un característico empleo de los intervalos de semitono, recurrentes durante toda la obra. El segundo tema, piu mosso, es un bonito tema en cantabile, muy adecuado al registro agudo del chelo, que posteriormente es tratado por imitación por el resto de instrumentos.